# 曾梅千禧學校
曾梅千禧學校（英語：Tsang Mui Millennium School）是一所位於香港上水的津貼小學，鄰近清河邨，由李志達紀念基金有限公司所營辦，源自1967年創建的李志達紀念學校下午校，2003年分拆並轉為全日制。

## 創校歷史
曾梅千禧學校前身為李志達紀念學校下午校，更前身為1967年創立的香港八和會館小學。因原先位於觀塘藍田（三）邨（重建後原址為平田商場停車場）的第二代校舍被列入整體重建計劃，原校於1989年獲批出上水新建校舍，並於1991年由原校校監李智廣接辦及再度遷校，但下午校要到翌年才恢復運作。
至2002年，李志達紀念學校申請改為全日制，並於翌年年初得到受理，當中下午校獲分配現在的千禧校舍，並於翌年自原校分拆。此校以接辦人李智廣亡妻曾梅冠名，故名「曾梅千禧學校」。
在分拆初期，學生仍在石湖墟校舍上課，直至新校舍完工才遷入。

## 歷任校長
- 許純毅先生（2003年-2004年8月，全日制首任校長）[註 3]
  - 李耀寶先生（2004年9月-12月，署理校長；後曾任葛量洪校友會黃埔學校校長）
- 陳建順先生（2005年1月-2013年8月，後轉任同系李志達紀念學校校長[5]）
- 鄧善珍女士（2013年9月起，現任校長）

## 設備
此校為一所後期型小學千禧校舍，面積為6,200平方米，設有30間課室及各種特別室。校舍連同毗鄰的兩間學校，均由安保工程承建，於2002年1月動工，2003年完工。

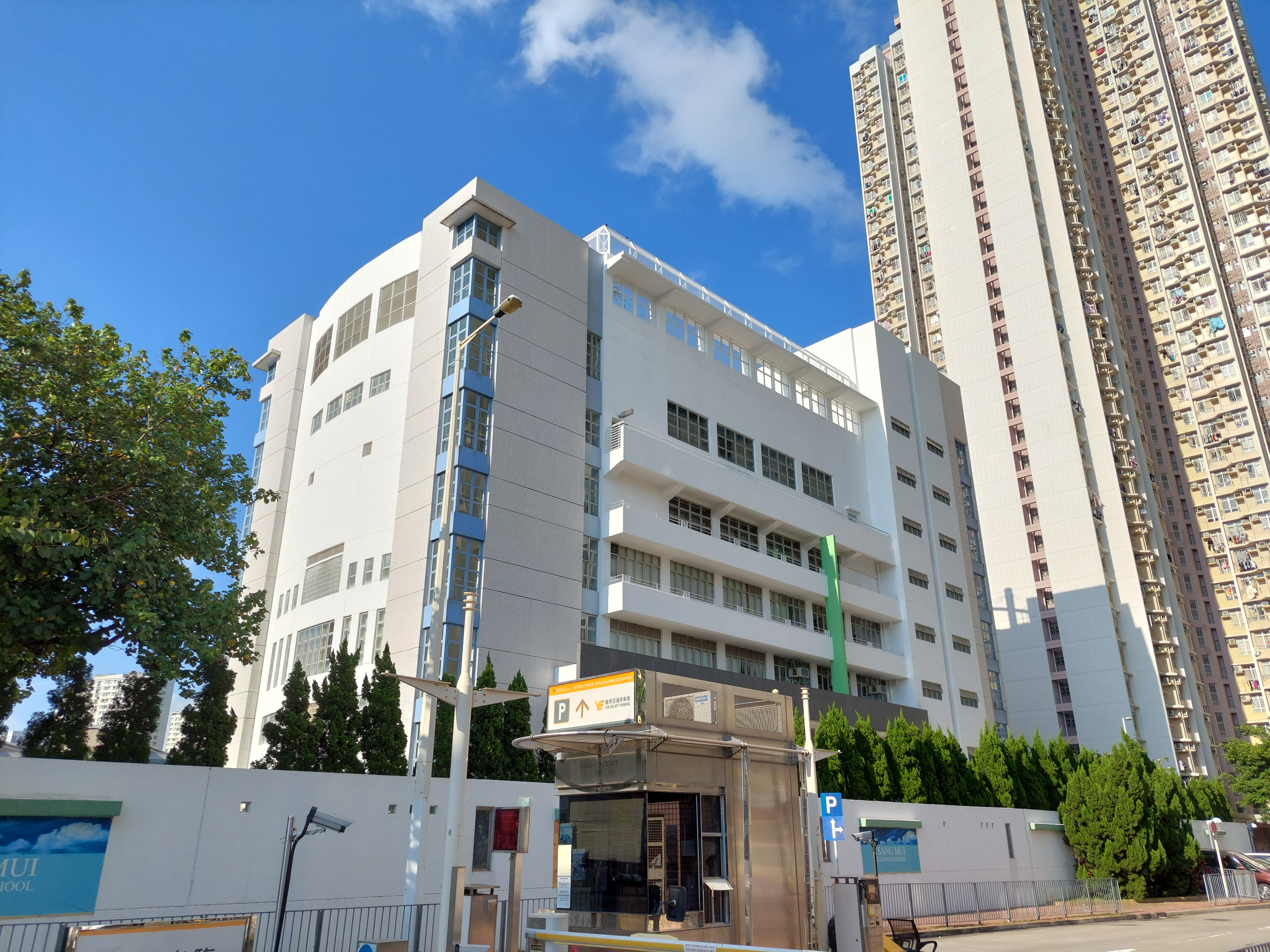
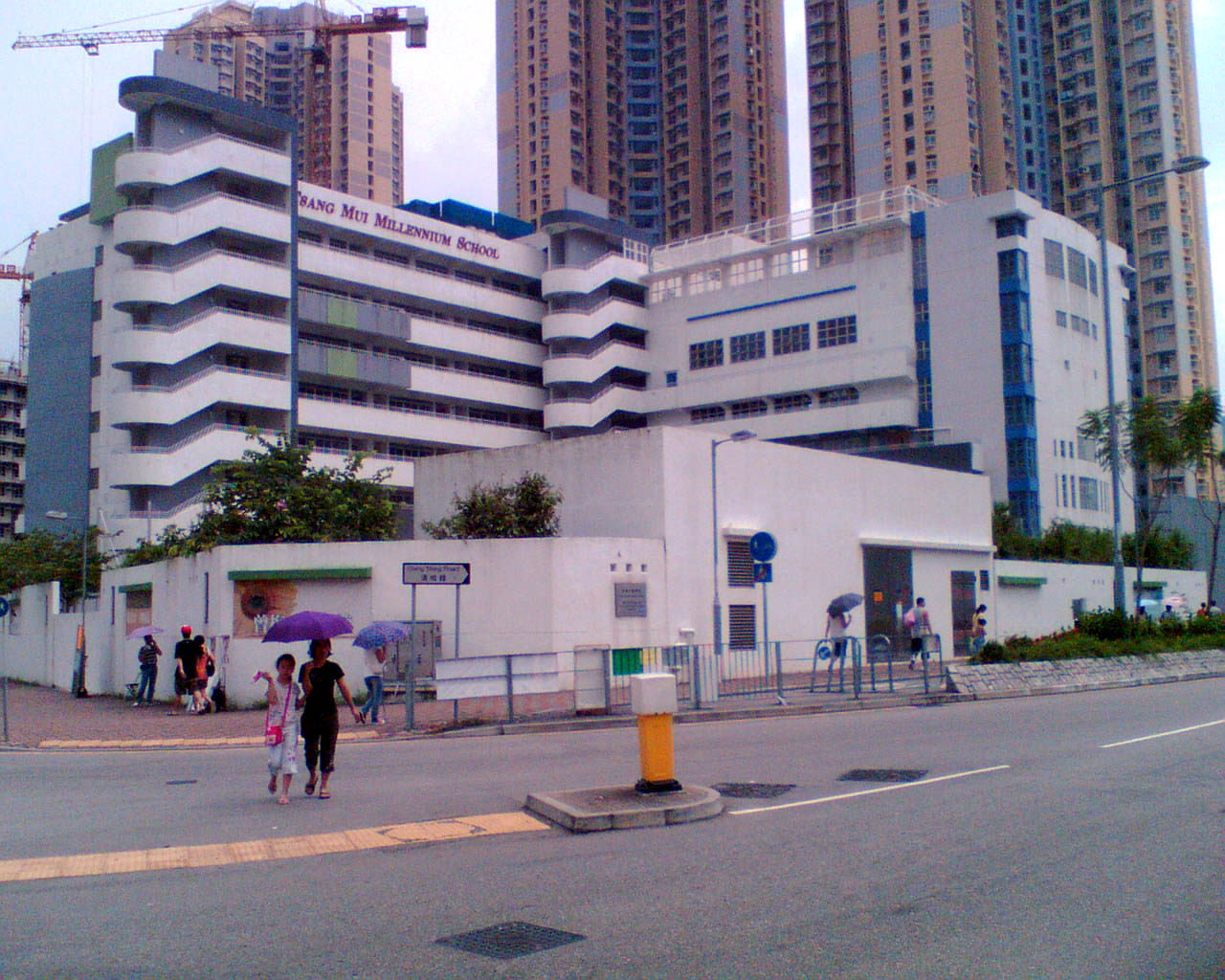
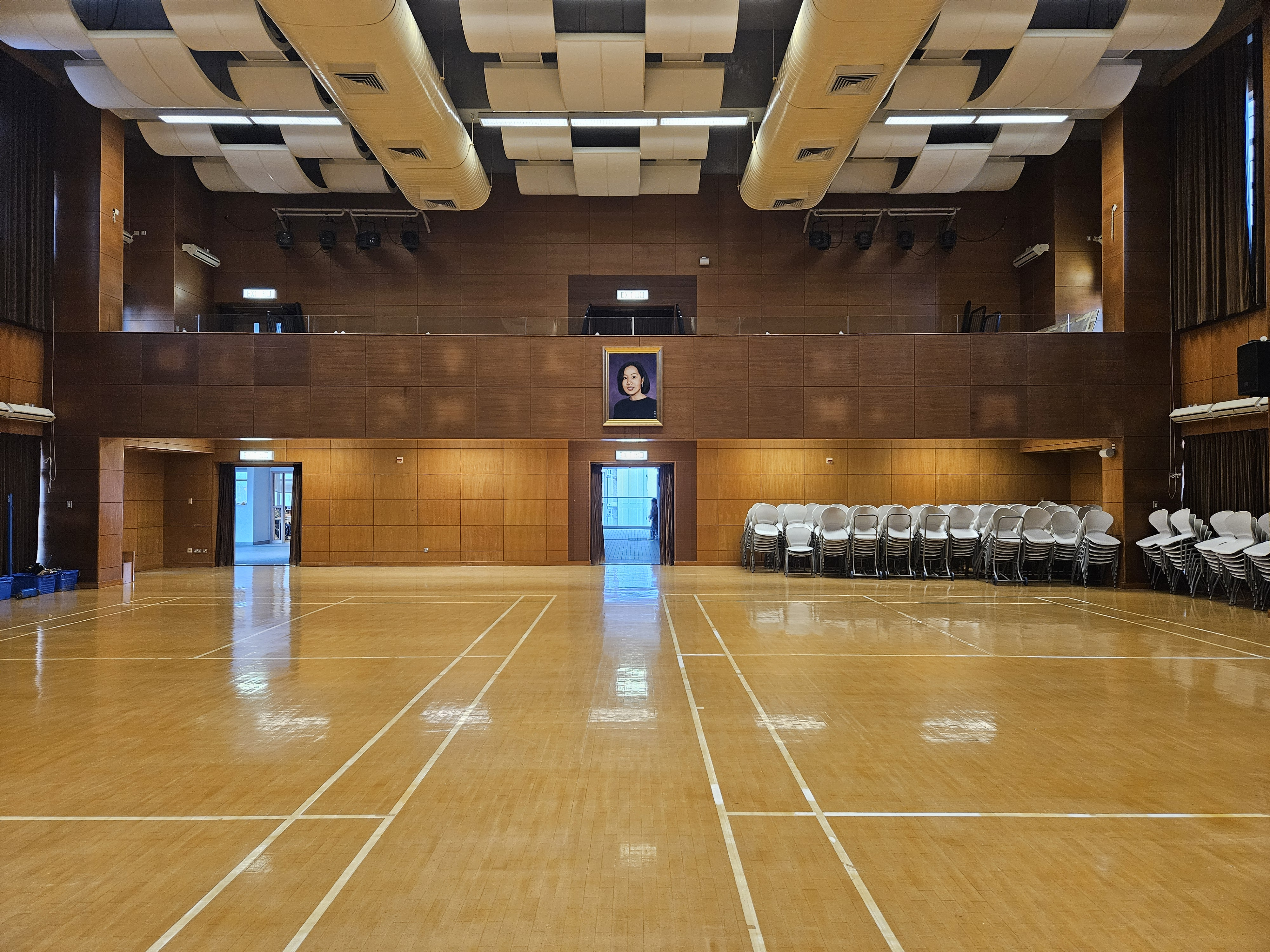
曾梅千禧學校禮堂

## 著名/傑出校友
- 黎格爾：香港足球運動員[8]

## 註解
1. ↑  初期仍以「香港八和會館小學有限公司」法人名義辦學，直至1994年才改為現名。
2. ↑  1971年起以「香港八和會館小學有限公司」法人名義辦學，直至遷出藍田邨校舍。
3. ↑  於香港八和會館小學時期入職此校，並隨校搬遷而過渡，再於1995年起出任校長。

## 外部連結
- 曾梅千禧學校官方網頁 （页面存档备份，存于）